# Tece-patak
A Tece-patak a Gödöllői-dombságban ered, Őrbottyán nyugati határában, Pest vármegyében, mintegy 150 méteres tengerszint feletti magasságban. A patak forrásától kezdve délkeleti irányban halad, majd Sződnél éri el a Hartyáni-patakot.

## Part menti települések
- Őrbottyán
- Sződ